# Спорт у Чешкој
Спорт у Чешкој има значајну улогу у животу многих становника, који су углавном одани навијачи својих омиљених тимова.
Два водећа спорта у Чешкој су фудбал и хокеј на леду, који привлаче највећу пажњу и медије. Остали популарни спортови су кошарка, одбојка, рукомет, хазена, атлетика, флорбол и други.
Догађаји које чешки навијачи сматрају најважнијим су: Светско првенство у хокеју на леду, Олимпијске игре у хокеју на леду, Европско првенство у фудбалу, Светско првенство у фудбалу и квалификационе утакмице за такве догађаје. Генерално, свака међународна утакмица која укључује репрезентацију хокеја на леду или фудбалску репрезентацију привлачи пажњу гледалаца, посебно када се игра против традиционалних ривала: Немачке у фудбалу; Русије, Финске, Шведске и Канаде у хокеју на леду; и Словачке у оба спорта. Летње и зимске Олимпијске игре такође су веома популарне.

## Хокеј на леду
Хокеј на леду је један од најпопуларнијих спортова у Чешкој.

### Чешка репрезентација
Чешка репрезентација спада у једне од најбољих тимова на свету. Редовно учествују на Светском првенству, Зимским олимпијским играма и Евро хокејашким турнејама. Прво олимпијско злато освојили су на Зимским олимпијским играма 1998. у Нагану. Од 1996. до 2001. Чешка је освојила шест медаља Светског првенства, укључујући три узастопна злата од 1999. до 2001. године. Међу истакнутим чешким играчима су Јаромир Јагр, Доминик Хашек, Патрик Елиаш, Томаш Плеканец, Томаш Каберле, Милан Мичалек и Роберт Ланг, који су чинили олимпијски тим који је 2006. освојио бронзану медаљу. Последње злато освојили су на Светском првенству 2010.

### Екстралига
Екстралига је највиши ранг такмичења у хокеју на леду у Чешкој.

### Континентална хокејашка лига
ХК Лев играо је две сезоне у Континенталној хокејашкој лиги, почев од 2012—13. Пласирали су се у плеј-оф, али их је елиминисао ЦСКА. Сезоне 2013—2014. стигли су до финала где су изгубили Гагаринов куп од Металурга Магнитогорска.

## Фудбал
Фудбал је популаран спорт међу локалним становништвом. Раније је репрезентација Чехословачке освојила Европско првенство 1976. Спорт је стекао још већу подршку када се национални тим пласирао на свој први Светски куп од распада Чехословачке. У новије време, играчи као што су Петр Чех, Томаш Росицки и Павел Недвед постигли су велики успех у врхунским европским клубовима и постали националне иконе.
У домаћем фудбалу, Прва лига је највиша фудбалска лига. Најуспешнији клубови су Спарта Праг и Славија Праг.
Спарта Праг редовни је учесник УЕФА Лиге шампиона, а недавно се придружио ФК Викторија Плзењ и Славија Праг.
До сада, женска репрезентација није учествовала ни на Светском првенству, ни на Европском. Спарта Праг је освојила деветнаест домаћих лига између 1994. и 2018. године, а Славија Праг је стигла до четвртфинала УЕФА Лиге шампиона три пута последњих година.

## Флорбол
Флорбол је постао веома популаран спорт у последње две деценије у Чешкој. Асоцијација је основана 1992. Године 2018. имала је више од 70.000 чланова, што је чини трећом по броју чланова широм света, испред ње су Финска и Швајцарска. Од 1996. године, када је одржано прво Светско првенство, до 2019. године, мушка репрезентација освојила је једно друго место и два трећа места. Године 2019. чешки јуниори су освојили златну медаљу на Светском првенству до 19 година, у Халифаксу. Суперлига је највиша чешка флорбол лига. Многи Чеси аматерски играју овај спорт у слободно време.

## Стрељаштво
Стрељаштво је трећи најраспрострањенији спорт у Чешкој. Међу запаженим стрелцима је Катерина Емонс, која је освојила злато на Летњим олимпијским играма 2008.

## Бејзбол
Популарност бејзбола расте, али се и даље сматра мањим спортом. Чешка је била домаћин Светског купа 2009.

## Крикет
Крикет се у Чешкој игра од 1997. године, међутим, као спортско тело, придружио се Међународном крикет савету 2000. године.
Чешка крикрет унија је званично управно тело, представник Чешке Републике у Међународном савету и придружени је члан. Њено тренутно седиште је у Прагу. Такође је члан Европског савета.

## Рагби
Јосеф Реслер, који је увео бројне спортове у тадашњој Чехословачкој, између осталог скијање и тенис, првобитно је заслужан за покретање рагби савеза 1895. године. Отишао је у Енглеску и са собом донео лопту за рагби.
Чехословачка је била члан оснивача Купа европских шампиона 1934, а Светској рагби федерацији се придружила 1988.
Тренутно се Брно и Праг сматрају центрима рагби уније у Чешкој.

## Рагби Лига
Рагби лига је у Чешкој популарна од 2006. године. Чеси су добили државна средства пре него што се тамо одиграла утакмица. Прва је одржана 5. августа 2006. у Прагу, када су победили Холандију са 34:28.
Године 2007. Чешка је учествовала на турниру Европски штит, који је укључивао Немачку и Србију. Чешка репрезентација изгубила је оба меча, против Немачке 22:44 у Прагу (4. августа) и против Србије 16:56 у Београду (18. августа), и освојила је треће место.
Године 2011. рагби лига примљена је у придружено чланство Европске рагби лиге.

## Бенди
Бенди репрезентација дебитовала је на Светском првенству 2016. У Нимбурку се организује годишњи међународни турнир. Године 2017. бенди федерација постала је званична. Од 2019. четири екипе играју у националној лиги. Бенди је други највећи зимски спорт на свету.

## Коњске трке
Међу најпознатијим коњским тркама у земљи су у Пардубици.

## Индивидуални спортови
Либерец је био домаћин Европског првенства у скијању 1914. и 1939. Праг је био домаћин Светског првенства у спринту у кануу 1958. Године 2009. Либерец је био домаћин Светског првенства у скијању и Светског купа у скијашким скоковима у јануару.

### Уметничко клизање
Томаш Вернер је европски првак 2008, освајач сребра 2007, бронзе 2011. и десетоструки државни првак (2002—2004, 2006—2008, 2011—2014). Освојио је шест сениорских медаља укључујући титулу Купа Русије 2010. Представљао је Чешку на Зимским олимпијским играма 2006, 2010. и 2014. године. Три пута се квалификовао у финале (2008, 2009. и 2010). Његов највиши пласман на Светском првенству је четврти, постигао га је два пута, 2007. и 2009. године.
Михал Брезина представљао је Чешку на Зимским олимпијским играма 2010, 2014. и 2018. Добитник је европске бронзане медаље 2013, шампион Скејт Америке 2011, светски јуниор 2009. и четвороструки чешки државни првак. Два пута се квалификовао у финале (2011. и 2018). Његова млађа сестра, Елишка Брезинова, такмичила се у женском појединачном клизању.

### Скијање и сноубординг
Последњих година учествовали су у пар успешних такмичара у различитим скијашким дисциплинама. Шарка Захробска била је успешна алпска скијашица, специјализована за слалом. Освојила је четири светска првенства: златну 2007, сребрну 2009. и бронзане 2005. и 2015. године. Такође је освојила бронзу на Зимским олимпијским играма 2010.
На Зимским олимпијским играма 2018. Естер Ледек освојила је златну медаљу у супервелеслалом и сноубордингу. Постала је прва жена која је освојила златну медаљу у два различита спорта на Зимским олимпијским играма. Такође, освојила је злато на Светском првенству у сноуборду 2015. и у велеслалому 2017. Ева Самкова је освојила златну медаљу у сноуборду на Зимским олимпијским играма 2014. и била је шампионка Светског купа у сноуборду 2016—17. Шарка Панчохова освојила је Светски куп у слободном стилу, сезоне 2013—14.
У скијашком трчању Катерина Неуманова и Лукаш Бауер постигли су успех. Неуманова је освојила златну медаљу у дисциплини 30 километара слободним стилом на Зимским олимпијским играма 2006, као и два светска првенства на 10 километара 2005. и 2007. Победила је у 18 трка Светског купа. Бауер је освојио светски куп сезоне 2007—08, као и сребрну и две бронзане медаље на Зимским олимпијским играма 2006. и 2010. и сребрну на 15 километара, на Светском првенству 2009. Такође је двоструки победник на Тур де скију 2008. и 2010.

У биатлонском светском првенству злато су освојили Катерина Холубкова (у појединачној дисциплини 15 километара 2003) и Роман Достал (у дисциплини 20 километара појединачно 2005). Габријела Коукалова је сезоне 2012—13. освојила четири Светска купа. Освојила је златне медаље на Светском првенству 2015. и 2017. у спринту. Такође је била првакиња Светског купа 2015—16.

### Тенис
Чешка је сваке године домаћин бројних тениских догађаја, од којих је најзначајнији ВТА Отворено првенство, који има статус Међународног турнира WTA 2015. Отворено првенство је део АТП челенџер туре, док је Отворено првенство такође део ИТФ женског међународног турнира.
Дејвис куп освојили су два пута: 2012. и 2013, а Фед куп шест пута: 2011, 2012, 2014, 2015, 2016. и 2018.
Међу најбољим тенисерима су: Јарослав Дробни, Иван Лендл, Јан Кодеш, Петр Корда, Томаш Бердих, Радек Шјтепанек, Мартина Навратилова, Јана Новотна, Петра Квитова, Каролина Плишкова и Луција Шафарова.

## Спортски објекти

### Фудбал
- Еден арена: смештена је у округу Вршовице, има 20.800 седишта. Домаћи је стадион Славије Праг и отворен је 2008. године.
- Џенерали арена: стадион је Спарте Праг, има 19.416 седишта, отворен је 1917. и обновљен 1994.

### Хокеј на леду
- О2 арена: смештена је у Либену, највећа је чешка мултифункционална арена. Садржи 18.000 седишта.
- ЧЕЗ арена: смештена је у Острави и отворена 1986. године, била је домаћин Светског првенства у хокеју на леду 2004. и 2015. године.
- Типспорт арена: стадион је Спарте Праг, садржи 13.150 седишта и отворена је 1962. године.

### Тенис
- Тениска арена Штванице: Комплекс који се налази на острву Штванице у Прагу, има 14 отворених и 10 затворених терена. Његов централни терен садржи 8000 седишта. Одржавају се АТП и ВТА турнири.

## Олимпијске игре
Највише пажње гледаоцима привлаче Олимпијске игре у хокеју на леду, посебно против традиционалних ривала попут Русије, Финске, Шведске, Канаде, САД-а и Словачке. Највећа достигнућа укључују златне медаље на Зимским олимпијским играма 1998.

## Омладински спорт
Године 2014. било је регистровано нешто мање од 340.000 омладинаца у Чешкој унији, што представља више од трећине Плишанове револуције 1989.